# Tisores
Les tisores o estisores són una eina de tall utilitzada. Consta de dues fulles metàl·liques (cadascuna anomenada tisora), esmolades pel costat interior, acabades en sengles ulls on es poden introduir els dits, i articulades en un eix pels extrems. Obertes, formen una mena de X. La paraula prové del llatí forfices tonsorias, tisores de tondre.
N'existeixen de diferents formes, que s'adapten a les particularitats de l'objecte a tallar: tisores d'esporgar o podar, bardissa, perruqueria, paper, les d'electricista, sastre, les de cuina,de cosir, enfermería, cirurgia, etc. En la fabricació del vidre es fan servir per a tallar el vidre calent, així com en d'altres procediments industrials.
És important manipular-les amb compte com que un mal ús pot derivar en ferides del que l'utilitza o a qui l'envolta sobretot en els dits o mans.

## Història

### Fabricació primerenca

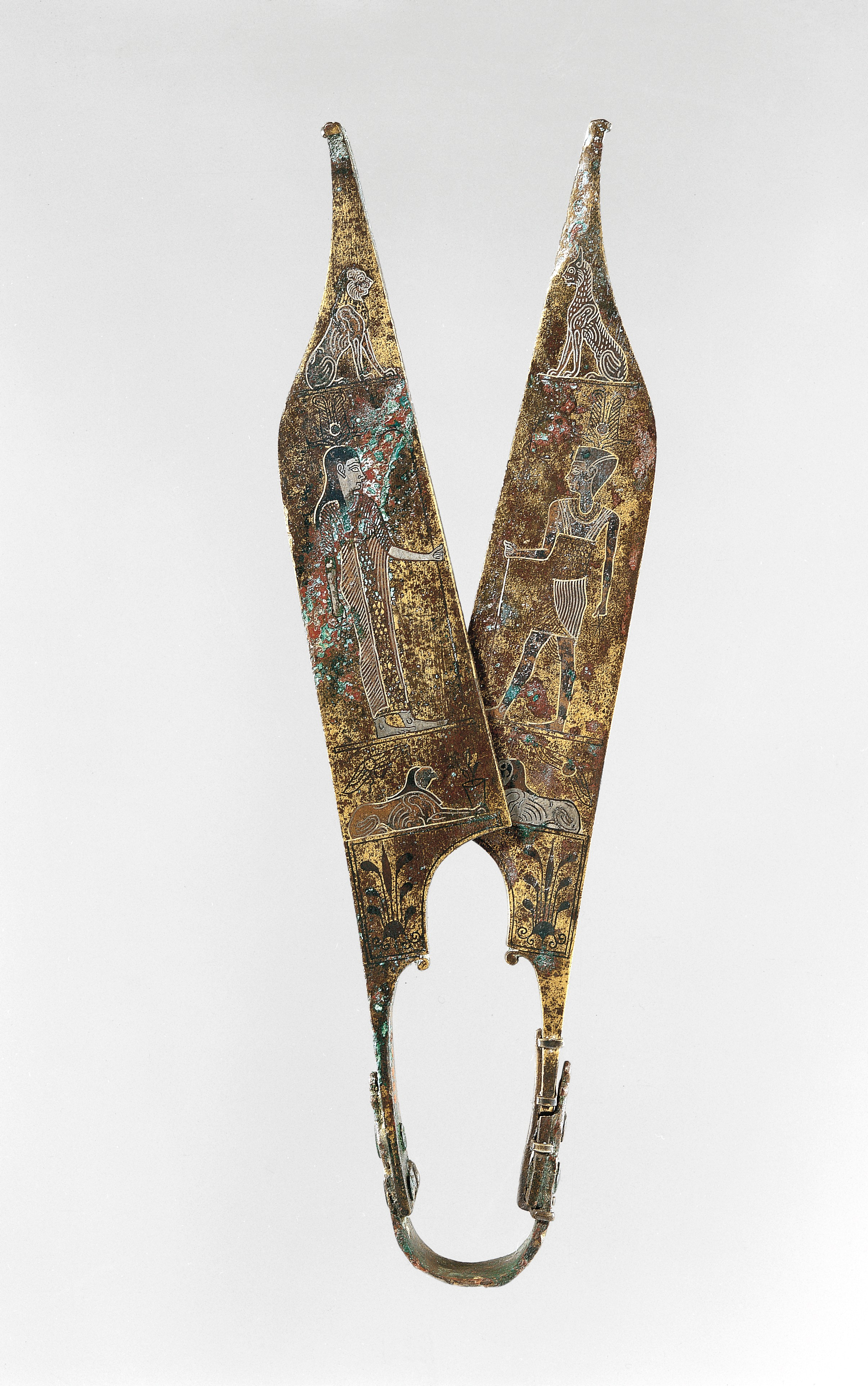
Es creu que aquestes tisores daten del i procedeixen d'un assentament romà a Trebisonda, actual Turquia. L'estil de les incrustacions metàl·liques "egiptitzants" suggereix que es van fer per imitar el veritable art egipci. Quan es tanquen, les figures del gos i el gat de les puntes es veuen cara a cara.

Les tisores són una eina molt antiga coneguda des de l'edat del bronze. Aleshores eren en forma de «C» i constaven d'una molla. Es feien servir per a tallar pells i cabell i per fer els talls més rectes sobre materials prims i tous. Les primeres tisores es van trobar en ruïnes egípcies, i solament eren tires d'una peça (no de dues com ara), del voltant del 1500 aC.
Els grecs i els romans també les van fabricar i aquelles que es conserven mostren gran varietat d'ocupacions: tall de pèl, xollat d'animals, poda d'arbres, tall de teixits. La majoria d'elles eren de bronze o de ferro. D'aquest últim material eren unes tisores menudes, trobades a la ciutat d'Elx (Baix Vinalopó, València) així com diversos exemplars oposats en Lleó. Les tisores de dues peces es van inventar a Roma al voltant de l'any 100 aC. Les tisores de moll es van seguir utilitzant a Europa fins al segle xvi. No obstant això, les tisores pivotants de bronze o ferro, en les quals les fulles pivotaven en un punt entre les puntes i els mànecs, antecessores directes de les tisores modernes, van ser inventades pels romans al voltant de l'any 100 dC. Van entrar en ús comú no només a l'antiga Roma, sinó també a la Xina, el Japó i Corea, i la idea se segueix utilitzant en gairebé totes les tisores modernes.
Les tisores van conèixer també l'ús sumptuari, com el de tocador de les dones romanes, segons es veu en un fresc pompeià del segle i, amb uns cupidos tallant rams de flors amb unes menudes tisores de ferro; i entre objectes d'aixovar funerari trobats en tombes gregues i romanes, les tisores apareixen amb certa freqüència.
La forma de les tisores antigues es va mantenir en l'edat mitjana, fins al segle xiv, quan es van inventar les tisores tal com les coneixem avui, amb un passador entre ambdós braços o fulles. En un escrit de 1380 del rei francès Carles V de França, es parla d'unes forcettes de plata i or amb esmalts, anellades en els extrems a manera d'orelles perforades. Més tard, en 1418, es parla ja de tisores d'acer. Però distaven molt d'ésser d'ús domèstic. Eren més aviat menuts útils sumptuaris, quasi menudes joies molt luxoses, amb incrustacions de nacre, carregades de pedreria, que es guardaven en estoigs molt rics, al costat d'altres útils preciosos destinats al tocador de les grans senyores. L'empresa Hangzhou Zhang Xiaoquan, de Hangzhou (Xina), fa tisores des de 1663.

### Regne Unit
William Whiteley & Sons produïa tisores a Sheffield devers 1760, encara que es creu que el negoci va començar abans. La primera marca comercial, 332, es va concedir el 1791. L'empresa segueix fabricant tisores avui dia, i és l'empresa més antiga d'Occident en fer-ho.
Hi havia, això no obstant, altre tipus de tisores, les professionals. Apareixen en escuts d'armes gremials, com els del gremi de serrallers i talladors. L'oficial, o mestre de tisores, solia dur-les en una butxaca lateral.
Al segle xvii es va generalitzar l'ús de les tisores i va començar a fer-ne d'acer. La ciutat anglesa de Sheffield va ser famosa fins a final del segle xix quan la mecanització va simplificar-ne la fabricació i les tisores van passar a ser similars a les d'avui. Les tisores pivotants no es van fabricar en grans quantitats fins al 1761, quan Robert Hinchliffe de Sheffield va produir el primer parell de tisores modernes fetes de fosa d'acer fos endurit i polit. El seu repte més gran va ser la forma dels ulls; primer, els va fer sòlids, després va perforar un forat i després va llimar-lo fins que pugui admetre els dits de l'usuari. Aquest procés era laboriós, i pel que sembla Hinchliffe ho va millorar per augmentar la producció. Hinchliffe vivia a la plaça Cheney Square (actualment l'emplaçament de l'Ajuntament de Sheffield), i va col·locar un rètol en el qual s'identificava com a «fabricant de tisores». Va tenir un gran succés comercial a Londres i altres llocs.
Durant el segle xix, les tisores es forjaven a mà amb mànecs elaboradament decorats. Es fabricaven martellejant l'acer sobre unes superfícies dentades conegudes com a «protuberàncies» per formar les fulles. Per fer els ulls dels mànecs, coneguts com a arcs, es forava un forat a l'acer que s'ampliava amb l'extrem punxegut d'una enclusa.
El 1649, a Suècia, es va fundar una fàbrica de ferro al poble de Fiskars, entre Hèlsinki i Turku. El 1830, un nou propietari va posar en marxa la primera fàbrica de ganiveteria de Finlàndia, fabricant, entre altres objectes, tisores amb la marca Fiskars.

### Regions de fabricació modernes

#### Xina
La gran majoria de tisores avui en dia es fabriquen a la Xina. El 2019, la Xina representava 64,3% de les exportacions mundials de tisores. La principal regió productora de tisores és a la província de Guandong.
L'empresa Zhang Xiaoquan de Hangzhou, fundada el 1663, és un dels fabricants de tisores més antics del món. L'empresa va ser nacionalitzada el 1958 i ara dona feina a 1.500 persones que produeixen anualment uns set milions d'estisores de bon preu que es venen al detall a una mitjana de 4 dòlars cadascuna.

##### França
A la fi del segle xiv es va començar a utilitzar la paraula anglesa scissors. Es va derivar de la paraula en francès antic, "cisoires" que es referia a les tisores.
Hi ha diverses regions històricament importants productores de tisores a França: al departament de l'Haute-Marne a Nogent-en Bassigny, Châtellereault, Thiers i Rouen. Aquestes ciutats, igual que moltes altres comunitats productores de tisores, van començar amb la producció de sabres, espases i baionetes, que van passar a les tisores i altres fulles a la fi del segle XX i principis del XIX.
Thiers, al departament de Puy-de-Dôme, a Alvèrnia, segueix sent un important centre de producció de tisores i ganiveteria. Alberga tant el Musée de la Coutellerie, que mostra els 800 anys d'història de la fabricació de fulles de la ciutat, així com Coutellia, una fira del sector que s'anuncia com una de les trobades anuals més grans de ganiveters artesanals del món.

#### Alemanya
Alemanya va ser responsable de la fabricació d'una mica menys del 7% de les exportacions mundials de tisores el 2019. Sovint anomenada "la ciutat de les fulles", Solingen, a Renània del Nord-Westfàlia, ha estat un centre de fabricació de tisores des de l'època medieval. A la fi del segle xviii es calcula que a Solingen hi havia més de 300 tisores.
El 1995, la ciutat de Solingen va aprovar l'Ordenança de Solingen, una actualització d'una llei dels anys 30 que decretava que els segells "Made in Solingen" només podien aplicar-se als productes fabricats gairebé íntegrament a l'antiga zona industrial de Solingen. El 2019 això s'aplicava a unes 150 empreses que fabricaven fulles d'alta qualitat de tota mena, incloses les tisores.
Freidrich Herder, fundada a Solingen el 1727, és un dels fabricants de tisores més antics que segueixen funcionant a Alemanya.

##### Itàlia

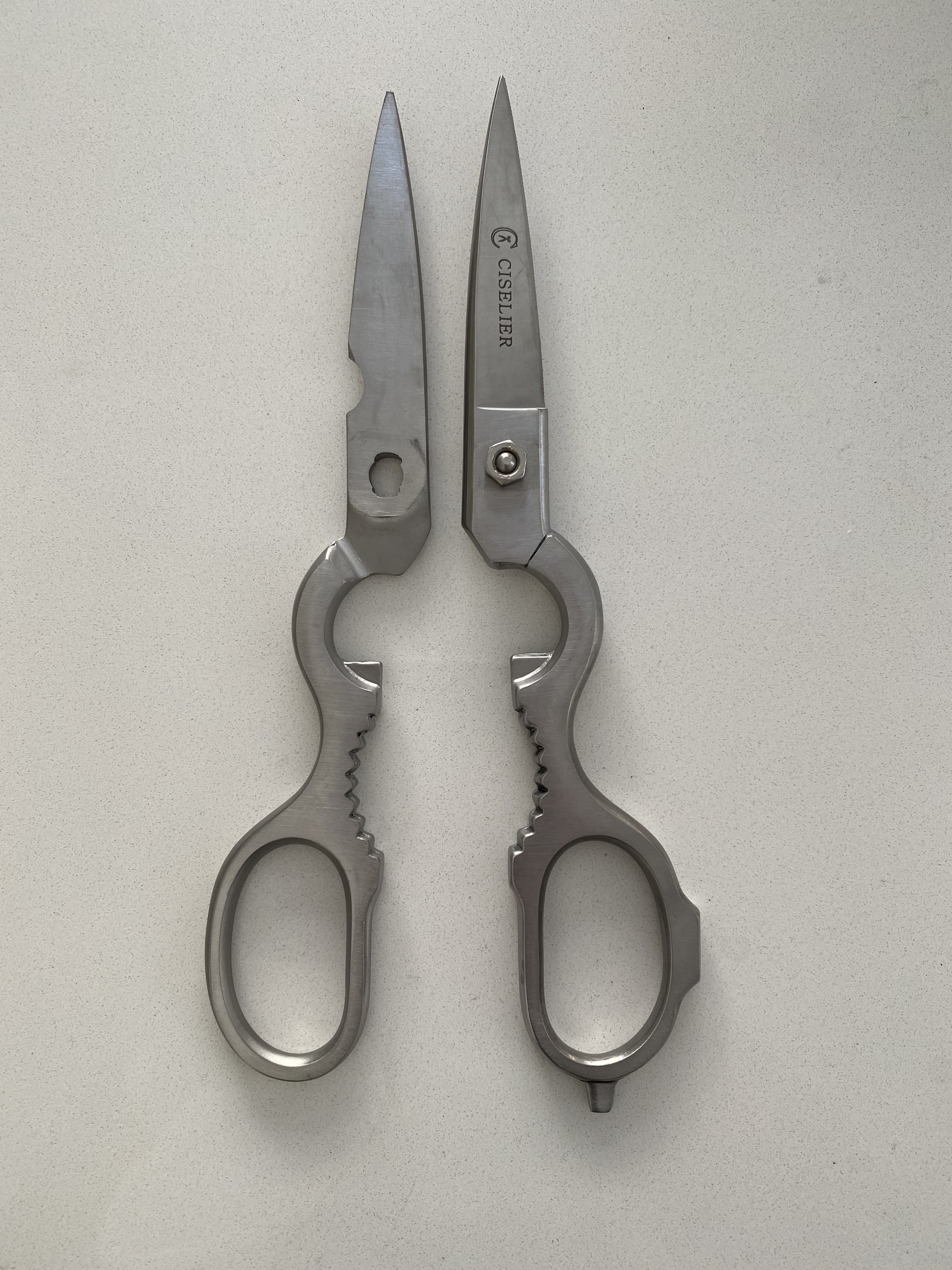
Tisores de cuina clàssiques d'estil italià, sovint utilitzades per tallar aliments. Les dues meitats es poden separar per netejar-les

Premana, a la província de Lecco, té una tradició ferreria i de fabricació de ganivets a partir del segle xvi. El 1900 hi havia deu tallers de fabricació de tisores, 20 el 1952 i 48 el 1960. Avui dia, el Consorci Premax, una associació industrial, assembla més de seixanta empreses dedicades a la fabricació de tisores per als mercats mundials. El 2019, Itàlia va exportar el 3,5% de les tisores fabricades a nivell mundial.
Una de les empreses més antigues de fabricació de tisores de Premanese que continua produint és Sanelli Ambrogio, fundada el 1869.

#### Japó
La fabricació de tisores a Japó va evolucionar a partir de la fabricació d'espases al segle xiv. Seki, a la prefectura de Gifu, va ser un reconegut centre de fabricació d'espases a partir de l'any 1200. Quan als ciutadans ja no se'ls permetia portar katana, els ferrers de la ciutat es van dedicar a fabricar tisores i ganivets. Hi ha molts tipus especialitzats de tisores japoneses, però les tisores de cosir van ser introduïdes pel comodoro nord-americà Matthew Perry des dels Estats Units el 1854.
El taller de Sasuke a la ciutat de Sakai, al sud d'Osaka, està dirigit per Yasuhiro Hirakawa, una cinquena generació de tisores. L'empresa porta en funcionament des del 1867. Yasuhiro Hirakawa és l'últim fabricant de tisores tradicionals del Japó, que fabrica tisores a l'estil tradicional en què es creu que les fulles són més fines, lleugeres i esmolades que les tisores europees. El 2018 va ser perfilat en un documental que presentava un parell de les seves tisores per a bonsais que es venien per 35.000 dòlars.

#### Catalunya
A Solsona, Espanya, la fabricació de tisores va començar al segle xvi. Al segle xviii, quan la indústria estava en el seu apogeu, hi havia 24 tallers, organitzats com el Gremi de Sant Eligio, patró dels ganiveters. A mitjans de la dècada del 1980 només en quedaven dos, i el 2021, Pallarès Solsona, fundada el 1917 per Lluïs i Carles Pallarès Canal, i encara de gestió familiar, era l'únic fabricant de tisores artesanals que quedava a la ciutat.

#### Regne Unit
Sheffield, a York, va ser el lloc on per primera vegada es van fabricar tisores en massa, a partir de 1761. Al segle xix hi havia unes seixanta empreses de tisores d'acer. Tot i això, des de la dècada de 1980, la mundialització de la indústria i el canvi cap a tisores més barates i produïdes en massa van provocar una deflació dels preus, amb què molts fabricants artesanals no podien competir. El 2021, la indústria de les tisores de Sheffield només tenia dues empreses: William Whiteley, fundat el 1760, i Ernest Wright, que es va establir el 1902. Ambdues se centren ara en l'artesania de gamma alta i el nínxol de «productes per a tota la vida» en lloc de la producció en massa. Entre aquestes dues firmes s'estima que no hi ha més de deu Putter-Togetherers o Putters que són els mestres artesans responsables de l'assemblatge de les tisores Sheffield d'alta qualitat. El 2020, Ernest Wright va ser reconegut amb el Premi a l'Artesania en Perill per l'Associació Britànica d'Artesania del Patrimoni.